# Luchtvaart in 2021
Deze pagina gaat over het luchtvaartjaar 2021.

## Gebeurtenissen

### Januari
1 januari
- De op Sint Maarten gevestigde luchtvaartmaatschappij Winair krijgt staatssteun. De maatschappij die als enige verbindingen onderhoudt met alle zes de Caribische delen van het Koninkrijk der Nederlanden krijgt een lening van 2,7 miljoen euro omdat noodzakelijke reizen in het gedrang komen.[1]

9 januari
- Een Boeing 737-500 van Sriwijaya Air met vluchtnummer 182 onderweg van de internationale luchthaven Soekarno-Hatta naar luchthaven Supadio verdwijnt na vier minuten van de radar en stort neer in de Javazee met 62 personen aan boord.[2][3] Op 12 januari wordt een van de zwarte dozen gevonden.[4]

16 januari
- Een Boeing 747-400F van KLM verliest tijdens het opstijgen een paneel van de romp. Na aankomst op de bestemming wordt ontdekt dat het vrachtvliegtuig een onderdeel mist. De Onderzoeksraad voor Veiligheid maakt op 3 februari bekend dat het rompdeel verloren is. Het onderdeel is nog niet teruggevonden.[5][6]

17 januari
- Een raket wordt door het Amerikaanse ruimtevaartbedrijf Virgin Orbit succesvol de ruimte in gelanceerd vanaf een Boeing 747.[7]

27 januari
- Het Europees Agentschap voor de veiligheid van de luchtvaart geeft toestemming om weer in Europa te vliegen met een Boeing 737 MAX. Het toestel werd aan de grond gehouden na twee ongelukken.

### Februari
20 februari
- Een Boeing 747-400F van chartermaatschappij Longtail Aviation uit Bermuda met New York als bestemming krijgt motorproblemen kort na vertrek van Maastricht Aachen Airport en verliest onderdelen die in de omgeving van Meerssen naar beneden komen. Twee personen op de grond raken lichtgewond en er is materiële schade aan gebouwen en auto's. Het vrachtvliegtuig vliegt met een uitgevallen motor verder naar Liege Airport en landt daar.[8][9][10]
- Een Boeing 777-200 van United Airlines met vluchtnummer 328 naar Honolulu International Airport krijgt motorproblemen kort na vertrek van de Internationale luchthaven van Denver en verliest onderdelen die in Broomfield, nabij Denver, terechtkomen. Het vliegtuig, met PW4077-motoren van Pratt & Whitney, keert terug naar het vliegveld waarvandaan het opsteeg. Twee dagen later adviseert Boeing vliegmaatschappijen om alle Boeing 777's met PW4077-motoren aan de grond te houden.[11][12][10]

### Mei
23 mei
- Ryanair-vlucht 4978 die onderweg is van de Griekse hoofdstad Athene naar de Litouwse hoofdstad Vilnius wordt omgeleid naar de Nationale Luchthaven Minsk. Onder het voorwendsel van een bommelding wordt de Boeing 737 met 171 inzittenden begeleid door een Wit-Russische MiG-29 en gedwongen te landen in Minsk. Daar blijkt geen bom aan boord te zijn, maar wel worden Roman Protasevitsj en zijn vriendin gearresteerd. Het vliegtuig blijft zeven uur staan in Minsk alvorens de vlucht naar Vilnius te vervolgen. Omdat deze valse bommelding door Europese landen en de Verenigde Staten wordt gezien als middel van de Wit-Russische overheid om een lid van de oppositie te arresteren, is er felle kritiek geuit op de gang van zaken en hebben landen in de nasleep van dit incident sancties tegen Wit-Rusland ingevoerd die ook het vliegverkeer van en naar het land beperken.[13][14][15][16][17][18]

27 mei
- Air India-vlucht 105, onderweg van Indira Gandhi International Airport in de Indiase hoofdstad New Delhi naar Newark Liberty International Airport in de Verenigde Staten, keert na een uur terug naar New Delhi omdat er een vleermuis door het vliegtuig vliegt.[19][20]

### Juni
19 juni
- Een tweemotorig vliegtuig met parachutisten aan boord in de Russische regio Kemerovo zendt een noodsignaal uit over een uitgevallen motor en stort neer op de terugweg naar het vliegveld. Er vallen vier doden en vijftien personen raken gewond.[21][22][23]

24 juni
- De Onderzoeksraad voor Veiligheid adviseert het Nederlands kabinet om gemakkelijker vliegverboden op te leggen boven gebieden waar een gewapend conflict zich afspeelt.[24][25]

25 juni
- Een eenmotorig parachutistenvliegtuig met negentien inzittenden krijgt na de start te maken met het uitvallen van de motor. De piloot maakt een noodlanding in een weiland langs de A50 bij Apeldoorn. Alle inzittenden blijven ongedeerd.[26]

### Juli
2 juli
- Een Boeing 737-200 vrachtvliegtuig van Transair krijgt motorproblemen vlak na het opstijgen van Honolulu International Airport. De piloten proberen terug te vliegen naar het vliegveld, maar halen het niet en moeten een buiklanding maken in de Grote Oceaan. Beide piloten, de enige inzittenden, zijn gered door de Amerikaanse kustwacht. Het toestel is gezonken.[27][28][29]

4 juli
- Een Lockheed C-130 Hercules van de Filipijnse luchtmacht stort neer in Patikul in de provincie Sulu. Het vliegtuig was onderweg van Cagayan de Oro naar Jolo en er waren 96 personen aan boord toen het bij de landing neerstortte. 47 inzittenden kwamen om het leven en de overige 49 raakten gewond. Op de grond kwamen drie personen om en raakten er vier gewond. Veel slachtoffers waren net afgestudeerd als militair.[30][31][32]

6 juli
- Een Antonov An-26 mist een geplande communicatiecheck en verdwijnt boven de regio Kamtsjatka in het oosten van Rusland tijdens een vlucht van Petropavlovsk-Kamtsjatski naar Palana. Het toestel blijkt neergestort te zijn langs de Zee van Ochotsk, op een afstand van vijf kilometer van de bestemming. Geen van de 28 inzittenden overleven het ongeluk.[33][34]

8 juli
- Een DHC-2 Turbo Beaver met een piloot en acht parachutisten stort neer vlak na het opstijgen van het Zweedse Örebro Airport en vliegt vervolgens in brand. Alle inzittenden komen om.[35][36]

26 juli
- Een Boeing 777 die de landing inzet naar Maastricht Aachen Airport blaast dakpannen van een schuur in Beek.[37][38]

28 juli
- Het Amerikaanse Joby Aviation maakt met een elektrische luchttaxi een testvlucht van 250 kilometer. Het toestel kan verticaal opstijgen en landen.[39]

### Augustus
3 augustus
- DHL Express bestelt twaalf volledig elektrische vliegtuigen van het Israëlische merk Eviation.[40]

8 augustus
- Op het Griekse eiland Zakynthos stort een blusvliegtuigje neer terwijl het onderweg was naar een kleine bosbrand. De crash veroorzaakt een brand. De piloot blijft ongedeerd.[41]

### langdurig
7 juni - 17 november 2022
- De strafzaak tegen de verdachten die door het Nederlandse OM verantwoordelijk gehouden worden voor het neerhalen van Malaysia Airlines-vlucht 17 gaat, na 25 voorbereidende zittingen, de inhoudelijke fase in op 7 juni. Op 17 juni is al het bewijsmateriaal uit het dossier gepresenteerd in de rechtbank. De rechtbank heeft voorlopig tot en met november 2021 uitgetrokken voor de zaak.[42][43] Begin september heeft de rechtbank drie weken uitgetrokken voor nabestaanden die in de zaak gebruik willen maken van het spreekrecht.[44]

15 augustus - 30 augustus
- Na de val van Kabul en de machtsovername door de Taliban op 15 augustus 2021 zetten meerdere EU-landen en de Verenigde Staten een luchtbrug op om staatsburgers, ambassadepersoneel en personeel dat de troepen ondersteunde, zoals tolken, te evacueren uit Afghanistan. Door de evacuaties ontstaat er een toeloop naar het Hamid Karzai International Airport, dat bestormd wordt. Bij de bestorming klampen mensen zich vast aan een vertrekkend C-17-vliegtuig. Op 30 augustus verlaat het laatste Westerse militaire vliegtuig het vliegveld.[45][46][47]

## Coronapandemie
Het vliegverkeer ervaart nog steeds de impact van de aanhoudende coronapandemie en de maatregelen daartegen. Er is wel een toename van het aantal passagiers. Luchthaven Schiphol verwerkte in april 2021 bijna 787.000 passagiers, tegenover ongeveer 127.00 in april 2020 en 6,1 miljoen in 2019. In het tweede kwartaal reisden er 3,9 miljoen passagiers van en naar de vijf Nederlandse nationale luchthavens, tegenover minder dan een miljoen in het tweede kwartaal van 2019.